# Frente Popular Agrícola FIA del Perú
El Frente Popular Agrícola FIA del Perú, mejor conocido por sus siglas Frepap, es un partido político agrario y fundamentalista cristiano peruano fundado en 1989 por Ezequiel Ataucusi sobre la base de la Asociación Evangélica de la Misión Israelita del Nuevo Pacto Universal.

## Historia
El partido fue fundado por Ezequiel Ataucusi Gamonal, considerado profeta por los miembros de la Asociación Evangélica de la Misión Israelita del Nuevo Pacto Universal (Aeminpu). Este partido se convirtió en el brazo político de la organización religiosa.
Fundada en 1968, Aeminpu cuenta con más de 46 colonias en la selva peruana. Se ha extendido por el Perú con Centros de Capacitación Bíblica (Cecabi) y se ha establecido en otros países de América y Europa. Propugna una estricta adhesión a la "Ley Real", o los Diez Mandamientos establecidos por su fundador y guardar el séptimo día, el sábado, así como la separación del "mundo" formando grandes comunidades en las áreas selváticas del Perú, bajo un movimiento llamado "Fronteras Vivas" y viviendo de la tierra.
El 21 de enero del 2025, el líder Etnocacerista Antauro Humala y el congresista Roberto Sánchez Palomino de asistieron al evento del 53.er aniversario de Jonas Ataucusi Molina realizado en Cieneguilla, especulándose a través de los medios de comunicación de una posible alianza entre el partido político A.N.T.A.U.R.O., Juntos por el Perú y FREPAP para las elecciones del 2026, debido a que el partido de Humala se encontraba en peligro de ilegalización, que lo dejaría fuera de la contienda electoral. Sin embargo, el secretario general del partido, Filomeno Soto Leandro aseguro que el FREPAP no formara alianzas electorales con ningún partido político para las próximas elecciones. 

## Ideología y política

Logo de FREPAP desde su fundación hasta el 2015.

Frepap esta apegado a los Diez Mandamientos y la descentralización de las ciudades pobladas mediante la formación de comunidades agrarias. Se ha descrito que el partido y su principal organización religiosa, AEMINPU, tienen rasgos sincréticos y socialistas en asuntos económicos, mientras que son muy conservadores en asuntos sociales.
Enumeran su ideología de la siguiente manera:
- Teocrático: el reconocimiento de la ley divina cristiana para enfrentar la corrupción y promover políticos nobles.
- Patriotista: defensa de la identidad israelita, cultura y recursos naturales del Perú.
- Tahuantinsuyonismo: promoción de la organización y ética moral del Imperio Inca.
- Revolución: llevar a quienes sufren la miseria dentro del Perú hacia un camino de libertad y autosuficiencia.
- Agrarismo: la promoción de la agricultura como forma de mejorar los estándares socioeconómicos del Perú en todas sus dimensiones.
- Integración: unificando a todos los peruanos en beneficio de la nación.

El partido pide la eliminación de la pobreza extrema mediante la promoción de la industria agrícola y la descentralización, que creen que mejorará los estándares socioeconómicos. Para las políticas macroeconómicas, Frepap considera que el turismo debe ser secundario a la agricultura y que se debe promover la ciencia y la tecnología para desarrollar el capital humano con el fin de reemplazar la economía peruana impulsada por los productos básicos, fortaleciendo la competitividad de la nación. En materia ambiental, Frepap hace un llamado al uso de energías renovables y la protección de la biodiversidad del Perú. Frepap cree que el gobierno peruano debe centrarse en la transparencia, la rendición de cuentas y la prevención de la corrupción, y ha abogado a favor de derogar la inmunidad parlamentaria.

## Participación electoral

### Elecciones generales de 1990
La primera participación electoral del Frepap fue en las elecciones generales de 1990, en cual se presentó como candidato presidencial el fundador del partido Ezequiel Ataucusi, acompañado de Moisés Bendezú Gonzales como candidato a la primera vicepresidencia y Jose Ramírez Contreras a la segunda vicepresidencia, quedando en séptimo lugar con el 1.04 % de votos.
| Candidatos                | Candidatos              | Candidatos             |
| Presidencia               | 1.º Vicepresidencia     | 2.º Vicepresidencia    |
| ------------------------- | ----------------------- | ---------------------- |
| Ezequiel Ataucusi Gamonal | Moisés Bendezú Gonzales | Jose Ramírez Contreras |

En las parlamentarias el partido obtiene el 1.15% de votos para el Senado y 1,22% de votos para la Cámara de Diputados, sin lograr escaños parlamentarios.

### Congreso Constituyente Democrático (1992-1995)
Luego de la disolución del parlamento el 5 de abril de 1992, se convocaron a nuevas elecciones para el Congreso Constituyente Democrático de 1992 al 1995, donde el partido obtuvo 2,77% del voto popular, obteniendo 2 representantes.

### Elecciones municipales de 1992
Luego de obtener escaños en el Congreso Constituyente, participó en las elecciones municipales de 1992, en estas elecciones obtuvo 15 alcaldías distritales y 2 provinciales, siendo la provincia de Cangallo en Ayacucho y San Román en Puno. 
Alcaldes Provinciales electos por FREPAP
| Región   | Provincia | Alcalde                   |
| -------- | --------- | ------------------------- |
| Ayacucho | Cangallo  | Tomas Felipe Leon Fajardo |
| Puno     | San Román | Cliver Sanabria Serna     |

Alcaldes Distritales electos por FREPAP
| Región   | Provincia   | Distrito        | Alcalde                           |
| -------- | ----------- | --------------- | --------------------------------- |
| Ayacucho | Cangallo    | Paras           | Rodrigo Rodolfo Guerra            |
| Ayacucho | Huamanga    | Pacaycasa       | Julian Janampa Huamantinco        |
| Cusco    | Paruro      | Yaurisque       | Bacilio Huamani Chagña            |
| Huánuco  | Puerto Inca | Tournavista     | Mateo Montes Jara                 |
| Junin    | Concepción  | Aco             | Teodulo Paulino Lopez             |
| Junin    | Concepción  | Heroínas Toledo | Zenon Cirilo Hinostroza Bendezu   |
| Junin    | Huancayo    | Chupuro         | Antonio Salvador Valentin         |
| Lima     | Yauyos      | Tanta           | Deciderio Mendoza Trigos          |
| Puno     | Azángaro    | Achaya          | Teodocio Calapuja Chipana         |
| Puno     | Azángaro    | Samán           | Paulino Quispe Chambi             |
| Puno     | Moho        | Conima          | Eduardo Choquehuanca Choquehuanca |
| Puno     | Puno        | Capachica       | Santiago Pari Carrera             |
| Ucayali  | Padre Abad  | Irázola         | Marcos Samuel Ramirez Zevallos    |

### Elecciones generales de 1995
Posteriormente, en las elecciones de 1995, Ezequiel Ataucusi se presenta nuevamente como candidato presidencial, esta vez acompañado de Jeremias Ortiz Arcos como candidato a la primera vicepresidencia y Luis Sánchez Alvarado a la segunda vicepresidencia, quedando nuevamente en séptimo lugar con el 0,08 % de votos.   
| Candidatos                | Candidatos           | Candidatos                    |
| Presidencia               | 1.º Vicepresidencia  | 2.º Vicepresidencia           |
| ------------------------- | -------------------- | ----------------------------- |
| Ezequiel Ataucusi Gamonal | Jeremias Ortiz Arcos | Luis Alberto Sánchez Alvarado |

En las parlamentarias, el partido obtuvo el 1.08% de votos, logrando 1 escaño en el Congreso peruano para el periodo (1995-2000), el cargo fue ocupado por Javier Noriega Febres. 

### Elecciones generales de 2000
En las elecciones generales de 2000, nuevamente se presenta Ezequiel Ataucusi como candidato presidencial, acompañado esta vez por Héctor Jhon Caro como candidato a la primera vicepresidencia y Mario Cabanillas a la segunda vicepresidencia, quedando nuevamente en séptimo lugar con el 0.66 % de votos.    
| Candidatos                | Candidatos          | Candidatos          |
| Presidencia               | 1.º Vicepresidencia | 2.º Vicepresidencia |
| ------------------------- | ------------------- | ------------------- |
| Ezequiel Ataucusi Gamonal | Héctor Jhon Caro    | Mario Cabanillas    |

En las parlamentarias, el partido obtuvo el 2,18% de votos, logrando 2 escaños en el Congreso peruano.  Los cuales fueron para Luis Cáceres Velásquez y su hijo Roger Cáceres Pérez, personajes que se unieron a las filas del fujimorismo tras recibir dinero de Vladimiro Montesinos.

### Elecciones generales de 2001
En las elecciones presidenciales de 2001, se tenía previsto la participación de la cantante folclórica, Martina Portocarrero como candidata presidencial, pero manifestó que ya no postulará en estas elecciones; el partido obtuvo el 1,7% del voto popular y no tuvo escaños en el Congreso de la República.

### Elecciones regionales y municipales de 2002
A pesar de no lograr ningún escaño en el congreso, participó en las elecciones regionales y municipales de 2002, obteniendo dos alcaldías distritales y una provincial en Loreto respectivamente, siendo los distritos de San Pablo y Yavarí; y la provincia de Mariscal Ramón Castilla, sin embargo, no presentó ningún candidato para los gobiernos regionales. 
Alcaldes Provinciales electos por FREPAP
| Región | Provincia               | Alcalde                      |
| ------ | ----------------------- | ---------------------------- |
| Loreto | Mariscal Ramón Castilla | Mariano Oswaldo Chavez Perez |

Alcaldes Distritales electos por FREPAP
| Región | Provincia               | Distrito  | Alcalde                    |
| ------ | ----------------------- | --------- | -------------------------- |
| Loreto | Mariscal Ramón Castilla | San Pablo | Eleodoro Murayari Tapayuri |
| Loreto | Mariscal Ramón Castilla | Yavarí    | Demóstenes Alarcón Zamora  |

### Elecciones generales de 2006
Para las elecciones presidenciales de 2006, no presentaron ningún candidato presidencial y solo se enfocaron en las parlamentarias, el partido ganó menos del 1% del voto popular por lo que no obtuvo escaños parlamentarios.

### Elecciones regionales y municipales de 2006
Luego de no lograr ningún escaño en el congreso, participó en las elecciones regionales y municipales de 2006, en estas elecciones presentaron candidatos para los gobiernos regionales, sin embargo, ninguno de ellos fue electo, a pesar de ello; obtuvieron dos alcaldías distritales y una provincial, siendo los distritos de Chalhuahuacho en Apurímac y Tournavista en Huánuco, y la provincia de Mariscal Ramón Castilla en Loreto. 
Alcaldes Provinciales electos por FREPAP
| Región | Provincia               | Alcalde                      |
| ------ | ----------------------- | ---------------------------- |
| Loreto | Mariscal Ramón Castilla | Gregorio Leon Quispe Sanchez |

Alcaldes Distritales electos por FREPAP
| Región   | Provincia   | Distrito      | Alcalde                 |
| -------- | ----------- | ------------- | ----------------------- |
| Apurímac | Cotabambas  | Chalhuahuacho | Livanov Valencia Castro |
| Huánuco  | Puerto Inca | Tournavista   | José Aizana Sanchez     |

A pesar de obtener autoridades electas, el partido perdería su inscripción en el 2010.

### Elecciones regionales y municipales de 2018
Luego de recuperar su inscripción en 2015, decidió no postular en las elecciones generales de 2016 y se enfocaron en las elecciones de 2018, ganando en cuatro distritos y una provincia, siendo los distritos de San Pablo y Pebas en Loreto, Tournavista en Huánuco e Iberia en Madre de Dios, y la provincia de Mariscal Ramón Castilla en Loreto. 
Alcaldes Provinciales electos por FREPAP
| Región | Provincia               | Alcalde           |
| ------ | ----------------------- | ----------------- |
| Loreto | Mariscal Ramón Castilla | Rodolfo Diaz Soto |

Alcaldes Distritales electos por FREPAP
| Región        | Provincia               | Distrito    | Alcalde                     |
| ------------- | ----------------------- | ----------- | --------------------------- |
| Huánuco       | Puerto Inca             | Tournavista | Fredy Wilmer Zuñiga Anco    |
| Loreto        | Mariscal Ramón Castilla | Pebas       | Luis Demetrio Vasquez Rubio |
| Loreto        | Mariscal Ramón Castilla | San Pablo   | David Escobar Flores        |
| Madre de Dios | Tahuamanu               | Iberia      | Gustavo Mamani Ticona       |

A nivel de Lima, su mejor resultado fue en el distrito de Villa El Salvador, donde la candidata quedó en segundo lugar.

### Elecciones parlamentarias extraordinarias de 2020

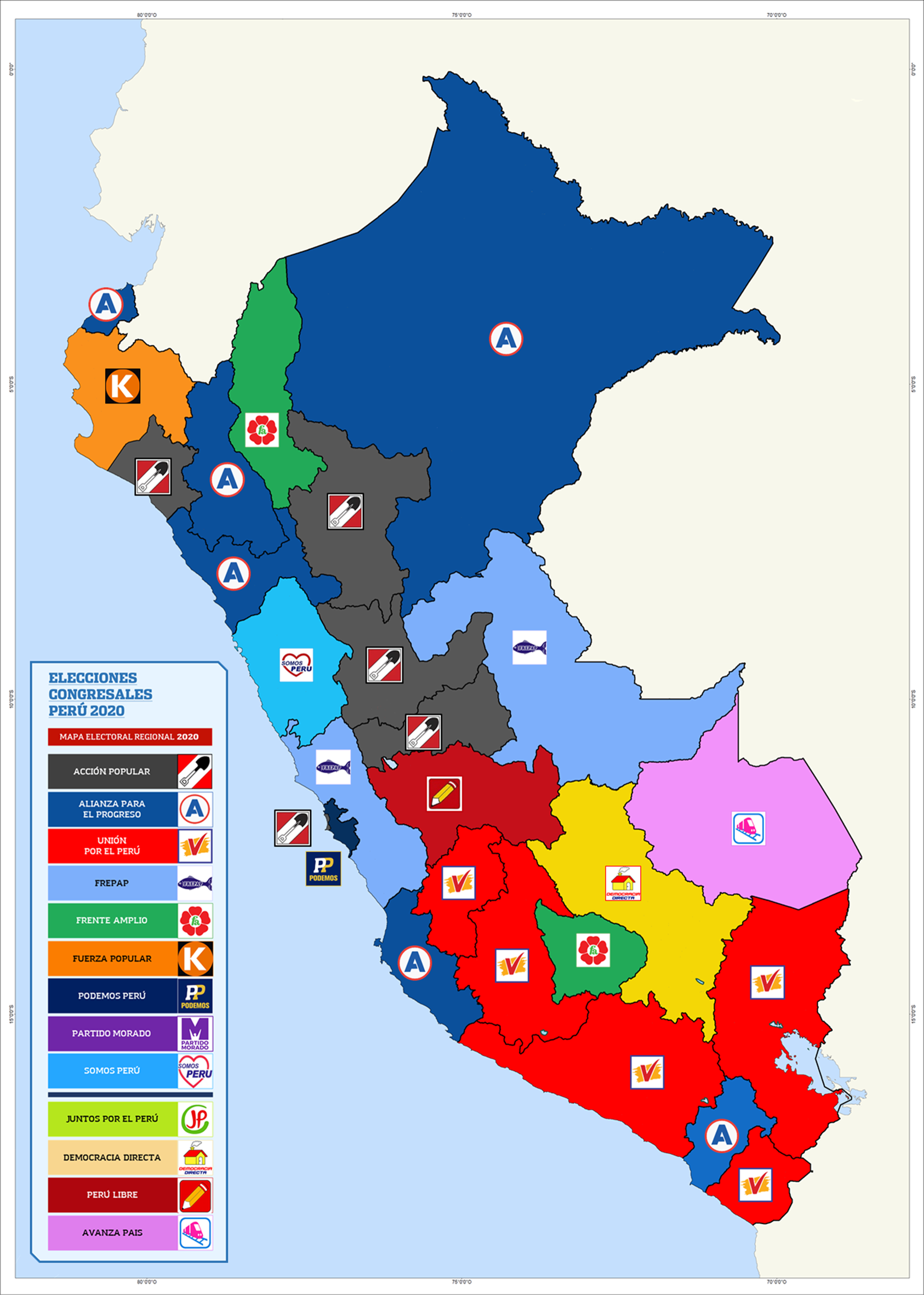
Partidos políticos más votados en las elecciones congresales extraordinarias de 2020, el FREPAP obtuvo mayor votación en los departamentos de Ucayali y el departamento de Lima

En las elecciones parlamentarias extraordinarias de 2020, el partido obtuvo el 8.38 % del voto popular, con lo cual obtuvo 15 escaños en la nueva legislatura del Congreso para la culminación del período parlamentario 2020-2021, de cara a las nuevas elecciones generales.

### Elecciones generales de 2021
Para las elecciones presidenciales de 2021, no presentaron ningún candidato presidencial  y solo se enfocaron en las parlamentarias, el partido obtuvo el 4.58% del voto popular. Sin embargo no obtuvo escaños parlamentarios, al no pasar la valla del 5% de los votos válidos.

## Recepción
La organización matriz de Frepap ha sido reconocida como una secta por algunos comentaristas y académicos de los medios. Según Francisco Toro del Grupo de los Cincuenta, Frepap es "un partido basado en un culto mesiánico".
Según el antropólogo peruano Carlos Ráez Suárez, Frepap tuvo éxito en las elecciones parlamentarias peruanas de 2020 debido a su logística, sus propuestas de políticas para los partidarios rurales y como un voto de protesta para los votantes urbanos. La profesora de antropología de la Pontificia Universidad Católica del Perú, María Eugenia Ulfe, afirmó que las elecciones "castigaron a los partidos tradicionales con fuertes vínculos con la corrupción y poca presencia regional" y algunos peruanos escépticos ante los políticos corruptos "piensan que una persona con vocación religiosa no te va a robar ni a corromper".

## Resultados electorales

### Elecciones presidenciales
|  | 1.1 % |

|  | 0.8 % |

|  | 0.72 % |

### Elecciones parlamentarias

#### Congreso bicameral
|  | 1.15 % |

|  | 1.22 % |

#### Congreso unicameral
|  | 1.1 % |

|  | 2.2 % |

|  | 1.66 % |

|  | 0.79 % |

|  | 8.38 % |

|  | 4.63 % |

#### Congreso bicameral
| Año  | Senado | Senado | Senado  | Senado   | Cámara de Diputados | Cámara de Diputados | Cámara de Diputados | Cámara de Diputados | Notas |
| Año  | Votos  | %      | Escaños | Posición | Votos               | %                   | Escaños             | Posición            | Notas |
| ---- | ------ | ------ | ------- | -------- | ------------------- | ------------------- | ------------------- | ------------------- | ----- |
| 2026 |        |        | 0/130   |          |                     |                     | 0/190               |                     |       |

### Elecciones al Parlamento Andino
| Año  | Votos   | %               | Escaños | Posición | Notas |
| ---- | ------- | --------------- | ------- | -------- | ----- |
| 2021 | 672 482 | \| \| 6.36 % \| | 0/5     | 9.º      |       |
|      | 6.36 %  |                 |         |          |       |

### Elecciones regionales y municipales
| Año  | Gobiernos Regionales | Alcaldías Provinciales | Alcaldías Distritales |
| Año  | Representantes       | Representantes         | Representantes        |
| ---- | -------------------- | ---------------------- | --------------------- |
| 1993 |                      | 2/196                  | 15/1874               |
| 2002 | 0/25                 | 1/196                  | 2/1874                |
| 2006 | 0/25                 | 1/196                  | 2/1874                |
| 2018 | 0/25                 | 1/196                  | 4/1874                |